# Jan-Eric Gustafsson
Jan-Eric Gustafsson, född 1949, är en svensk pedagog. Han disputerade 1976 vid Göteborgs universitet där han senare blivit professor i pedagogik. Han invaldes 1993 som ledamot av Vetenskapsakademien.